# Ernest Hemingway
Ernest Miller Hemingway (Oak Park, Illinois, EUA, 21 de juliol del 1899 - Ketchum, Idaho, EUA, 2 de juliol del 1961) fou un dels escriptors més rellevants del segle xx. Fou guardonat amb el Premi Nobel de Literatura l'any 1954. La seva literatura va influenciar molts altres escriptors del segle xx, així com el seu estil de vida, aventurer i apassionat. Va escriure la major part de la seva obra en els anys 1920 i la dècada dels 50. Però va ser el 1953 quan va rebre el Premi Pulitzer per la novel·la El vell i la mar. Al final de la seva carrera, havia publicat set novel·les, sis llibres de contes i dos assajos. Després de la seva mort, van ser publicades tres novel·les més, quatre llibres de contes i tres assajos. Molts d'aquests són considerats clàssics de la literatura als Estats Units.

## Biografia

### Els primers anys
El seu pare, Clarence Edmonds Hemingway, era metge, i la seva mare, Grace Hall Hemingway, era música. Tots dos eren molt respectats en la conservadora comunitat d'Oak Park. Pocs anys després de casar-se, el matrimoni Hemingway va anar a viure a casa de l'avi matern, que es deia Ernest Hall i que va donar nom al primer fill baró de la parella. Finalment, la parella va traslladar-se a una casa de set habitacions en un barri de classe alta, amb un estudi de música per a la seva mare i el consultori mèdic del seu pare.
De ben petit, va viure l'obsessió de la seva mare perquè aprengués a tocar el violoncel, fet que va convertir-se en font de grans conflictes familiars. Més tard, però, el Hemingway escriptor admetria que les classes de música li havien estat fins i tot útils per a la seva obra.
La família tenia una casa d'estiueig a Michigan, on el seu pare va ensenyar-li des de ben petit a caçar, pescar i a fer acampada als boscos i llacs de la zona. Les seves primeres experiències amb la natura van marcar la seva passió per l'aventura a l'aire lliure i la vida en zones remotes i aïllades.
Entre els anys 1913 i 1917, va anar a l'escola de secundària Oak Park and River Forest High School, on va practicar diversos esports, com la boxa, l'atletisme, el waterpolo i el futbol americà. Va destacar en l'assignatura d'anglès, i durant dos anys va formar part de l'orquestra de l'escola. En el penúltim curs, va triar el periodisme com a assignatura optativa; va començar així a escriure diversos articles per a la revista de l'escola, per als quals feia servir el pseudònim Ring Lardner, Jr, en referència al periodista esportiu del mateix nom del Chicago Tribune. Com molts d'altres, Hemingway va ser periodista abans que novel·lista; un cop acabada la seva formació, va treballar de reporter per al periòdic Kansas City Star, el llibre d'estil del qual marcaria també la base de la seva escriptura posterior: "Utilitzi frases curtes. Utilitzi primers paràgrafs curts. Usi un llenguatge vigorós. Sigui positiu, no negatiu".

### Primera Guerra mundial
A principis del 1918, va allistar-se a la Creu Roja de Kansas City, i va signar un contracte per convertir-se en conductor d'ambulàncies a Itàlia. Va arribar a París quan la ciutat estava patint un bombardeig de l'artilleria alemanya. El mes de juny ja era al front italià. Segurament, va ser durant aquesta època quan va conèixer John Dos Passos, amb qui va tenir una relació molt difícil durant anys.
En la seva estada al front fou ferit, el 8 de juliol, per foc de morter. Malgrat les ferides, va aconseguir salvar un soldat italià, fet que va valdre-li la Medalla de Plata al Valor Militar del govern italià. Així, acabà sent condecorat i ascendit al càrrec de tinent.
Per a la seva recuperació, va estar més de sis mesos en un hospital italià, a Milà.
El 1919, retornà al seu país on treballà de periodista per a diferents diaris de Chicago i Toronto (Canadà), en què publicà els seus primers contes.

### Guerra Civil espanyola

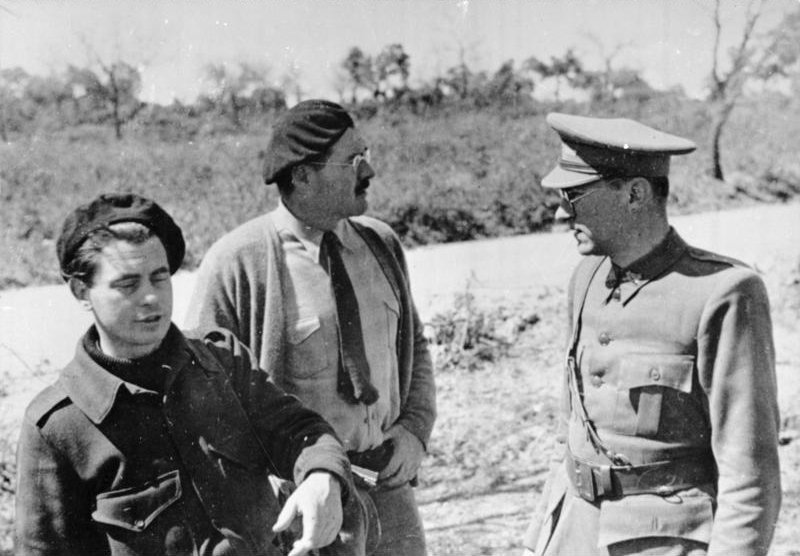
Hemingway, entre Ivens i Renn, durant la Guerra Civil espanyola

Durant la Guerra Civil espanyola va treballar com a corresponsal de guerra a Madrid per a la North American Newspaper Alliance, on es va sentir fortament implicat en la causa republicana, de la qual n'esdevingué propagandista. L'experiència a Espanya li va servir el 1940 per a escriure una de les seves obres mestres, For Whom the Bells Toll (Per qui toquen les campanes), ambientada a les muntanyes de Segòvia durant els preparatius de la batalla de Guadalajara. El 1938, va ser a la Batalla de l'Ebre, i fou un dels darrers cronistes a abandonar el terreny. És durant aquesta època que es fa evident la seva nova actitud d'escriptor políticament compromès en el sentit tradicional, al costat dels antifeixistes.
L’escriptor seria considerat el corresponsal estranger més popular i també el més ben pagat. Les seves cròniques eren remunerades amb cinc-cents dòlars per article quan la majoria dels seus col·legues de professió cobraven una mitjana d’entre quinze i vint dòlars per peça.
Entre altres coses, la seva estada a Espanya li serví per aficionar-se a la tauromàquia.

### El suïcidi
Fortament alcoholitzat i tement acabar boig, fou internat en diversos frenopàtics. En saber que patia un càncer, se suïcidà d'un tret d'escopeta el 2 de juliol del 1961 a la ciutat de Ketchum, situada a l'estat d'Idaho.

## Obra literària
El 1922, marxà a París, on es relacionà amb la colònia cultural estatunidenca i publicà els seus primers llibres: Three Stories And Ten Poems (Tres contes i deu poemes, 1923), In Our Time (En la nostra època, 1924), The Torrents of Spring (Els torrents de primavera, 1926) i la novel·la que va donar-li la popularitat, The Sun Also Rises (1926). A aquesta, seguiren el llibre de relats Men Without Women (Homes sense dones, 1927) i la novel·la que el donà a conèixer internacionalment, A Farewell to Arms (Adéu a les armes, 1929), sobre la seva experiència bèl·lica durant la Primera Guerra Mundial.
El 1928, es traslladà a viure a Key West, situada a l'estat de Florida, i a partir de llavors menà una existència apartada de la societat urbana, però relacionant-se amb pescadors o caçadors. El 1941, es comprà una casa a l'Havana (Cuba), finca Vigia, on hi visqué llargues temporades. De la seva obra posterior, cal esmentar: Death in the Afternoon (Mort a la tarda, 1932), Green Hills of Africa (Turons verds d'Àfrica, 1935), To have and have not (Tenir-ne, o no, 1937), For whom the Bell tolls (Per qui toquen les campanes, 1940, sobre la Guerra Civil espanyola), The snows of Kilimanjaro (Les neus del Kilimanjaro, 1948), Across the River and into the trees (A través del riu i entre els arbres, 1950) i la narració The Old man and the Sea (El vell i la mar, 1952), per la qual obtingué el Premi Pulitzer.
El 1954, va rebre el Premi Nobel de Literatura pel seu mestratge en l'art de la narrativa, demostrat recentment en la seva obra "El vell i la mar", i per la influència que ha exercit en l'estil literari contemporani.
La seva obra, caracteritzada per un estil directe, d'oracions simples, però d'adjectivació precisa, gira al voltant de la tràgica lluita de l'individu contra el fracàs, presentant la vida com una aventura que mena a la derrota. Qualificat d'autor "viril" i "poderós", exercí una gran influència en les generacions posteriors de la literatura estatunidenca, i també en diversos escriptors espanyols, un d'ells fou Josep Maria Sanjuán Urmeneta.

## Obra seleccionada

### Novel·la
|  | - 1924: The Torrents of Spring - 1926: The Sun Also Rises o Fiesta - 1929: A Farewell to Arms (Un adéu a les armes) - 1937: To Have and Have Not - 1940: For Whom the Bell Tolls (Per qui toquen les campanes) - 1950: Across the River and Into the Trees - 1952: The Old Man and the Sea (El vell i la mar) - 1970: Islands in the Stream, obra pòstuma - 1986: The Garden of Eden, obra pòstuma - 1999: True at First Light, obra pòstuma - 2005: Under Kilimanjaro, obra pòstuma - 1932: Death in the Afternoon - 1935: Green Hills of Africa - 1962: Hemingway, The Wild Years, obra pòstuma - 1964: A Moveable Feast, obra pòstuma - 1967: By-Line: Ernest Hemingway, obra pòstuma | - 1970: Ernest Hemingway: Cub Reporter, obra pòstuma - 1981: Ernest Hemingway Selected Letters 1917-1961, obra pòstuma - 1985: The Dangerous Summer, obra pòstuma - 1985: Dateline: Toronto, obra pòstuma - 1923: Three Stories and Ten Poems - 1925: In Our Time - 1927: Men Without Women - 1933: Winner Take Nothing - 1936: The Snows of Kilimanjaro - 1938: The Fifth Column and the First Forty-Nine Stories - 1969: The Fifth Column and Four Stories of the Spanish Civil War, obra pòstuma - 1972: The Nick Adams Stories, obra pòstuma - 1987: The Complete Short Stories of Ernest Hemingway, obra pòstuma - 1995: Everyman's Library: The Collected Stories, obra pòstuma |

## Traduccions al català
- "París era una festa"- Viena Edicions, 2019. Traducció Ferran Ràfols Gesa. ISBN 978-84-949066-2-6.